# Santana do Matos
Santana do Matos là một đô thị thuộc bang Rio Grande do Norte, Brasil. Đô thị này có diện tích 1420,313 km², dân số năm 2007 là 17150 người, mật độ 12,1 người/km².